# 残酷和不寻常的惩罚
殘酷和不尋常的懲罰（英語：Cruel And Unusual Punishment）是英美法系中的一個短語，用於描述的是對受懲罰者施加痛苦、疼痛、羞辱而被認為是不可接受的懲罰。其確切的定義因司法管轄區不同而有所差異，但通常都包括任意的、不必要的、超出其罪行的及不被社會普遍接受的懲罰。

## 歷史發展
確切的相關的短語最早出現於英格蘭的《1689年權利法案》。 它們後來也被《美國憲法》第八修正案（1791年批准）及英屬背風群島（1798年）採用。
在1948年12月10日聯合國大會通過的《世界人權宣言》第5條中出現了非常相似的說法，“任何人不得加以酷刑，或施以殘忍的、不人道的或侮辱性的待遇或刑罰。” 1950年的《歐洲人權公約》第三條及1966年《公民權利及政治權利國際公約》第七條也均用不同的表述闡述過相關內容。1982年的《加拿大權利與自由憲章》也在第12節包含了這項基本權利，而逐字引用《歐洲憲法》的2000年《歐洲聯盟基本權利憲章》也在第四條中可以找到類似的權利。並且也見於在1984年《禁止酷刑和其他殘忍、不人道或有辱人格的待遇或處罰公約》的第十六條及1997年《波蘭憲法》第40條。
馬紹爾群島憲法在其權利法案的第六部分（第2條）中禁止“殘忍和不尋常的懲罰”，其定義為：死刑、 酷刑、“不人道和有辱人格的待遇”和“過度罰款或剝奪”。